# Сафонкин, Павел Сергеевич
Павел Сергеевич Сафонкин (род. 23 сентября 1985, Москва) — российский гребец.

## Карьера
Участник пяти чемпионатов мира. Лучший результат — 7 место (2006).
Участник трёх чемпионатов Европы. Вице-чемпион Европы 2008 и 2014 годов в соревнования восьмёрок. В 2015 году на чемпионате Европы стал бронзовым призёром в соревнованиях восьмёрок.
Чемпион казанской Универсиады.